# Осада Сирмия
Осада Сирмия (греч. Πολιορκία του Σιρμίου) — осада аварами византийской крепости Сирмий в 580—582 гг.

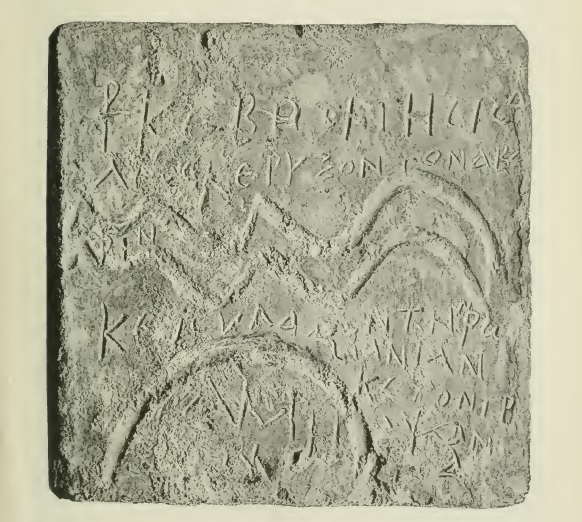
Молитва на керамической плитке из Сирмия: «О, Господи, помоги городу...»

Сирмий, старая римская крепость, перешел под контроль Византии в 567 году после лангобардско-гепидской войны. Авары считали Сирмий принадлежащим им, так как они завоевали гепидов и их земли, и попытались захватить город в 568 году, но безуспешно.
В 580 году аварский каган Баян, нарушив договор 574 года с Византией, собрал армию и начал строить мост через Саву между Сингидунумом и Сирмием. На протесты византийского префекта Сингидунума каган ответил, что хочет послать войско для разгрома славянских племен, не признавших его суверенитета. Он даже поклялся в этом и отправил посольство в Константинополь, чтобы подтвердить свои намерения императору Тиберию II. Однако, когда строительство моста было закончено, в Константинополь отправилась новая миссия и потребовала сдачи Сирмия. Тиберий отказался и приказал организовать оборону города силами контингентов из Далмации и Иллирика. Было отклонено предложение аваров о сдаче Сирмия, и началась оборона города, которая, несмотря на слабость гарнизона, длилась три года. Авары осуществляли плотную блокаду Сирмия, препятствуя подвозу продовольствия и стремясь принудить его к сдаче голодом. Тиберий не имел возможности помочь Сирмию дополнительными войсками из-за войны с сасанидским Ираном. 
Кольцо вокруг Сирмия еще больше сузилось в 580 году из-за захвата второго моста к западу от города, закрывавшего подход со стороны Далмации. Сирмий, отрезанный со всех сторон, вскоре начал страдать от нехватки продовольствия. В 581 году император приказал военачальнику Феогниду, вероятно, командующему Иллирика, попытаться собрать новые отряды, которые могли бы прорвать осаду Сирмия извне, но качество войск было не на должном уровне. Несмотря на это, в переговорах, которые велись в том же году на островах Савы, Кассии и Карбонарии, недалеко от Сирмия, Феогнид отказался сдать город, как того требовал каган. Когда вскоре после этого последняя вооруженная попытка прорвать аварское кольцо вокруг города потерпела неудачу, что было обусловлено прежде всего нехваткой войск у Феогнида, в Сирмии воцарились голод и отчаяние.
В конце 581 или начале 582 года, незадолго до своей смерти, Тиберий согласился вернуть город в обмен на жизнь его жителей. Авары пощадили население, но забрали их имущество и 240 000 солидов в качестве задолженности по дани, причитавшейся за три года. Иоанн Эфесский упоминает о сострадании, проявленном аварами к горожанам, доведенным до жалкого состояния голодом. Когда авары вошли в город, то накормили сирмийцев хлебом и вином. Но так как полуголодное существование продолжалось более двух лет осады, то многие люди, жадно насытившись, падали в обморок и умирали. 
Взятие Сирмия аварами лишило Византийскую империю её сильной крепости на северном берегу Савы, что открыло путь для опустошительных набегов авар и их славянских союзников на Балканах. С завоеванием Сирмия авары заняли все земли гепидов, которые, как они считали, принадлежали им по праву. Новый мирный договор, заключенный, вероятно, в конце весны 582 года, не изменил размер дани, но теперь императорская власть должна была официально признать аваров владыками всей юго-восточной Паннонии. Авары больше не захватывали византийскую территорию, только совершали набеги ради грабежа.